# Leon Werner
Leon (Lejb) Arie Werner (ur. 1901 w Górkach, zm. ok. 18 grudnia 1942 w Sanoku) – kupiec, działacz społeczności żydowskiej w Sanoku, podczas II wojny światowej przewodniczący tamtejszego Judenratu, ofiara holokaustu.

## Życiorys

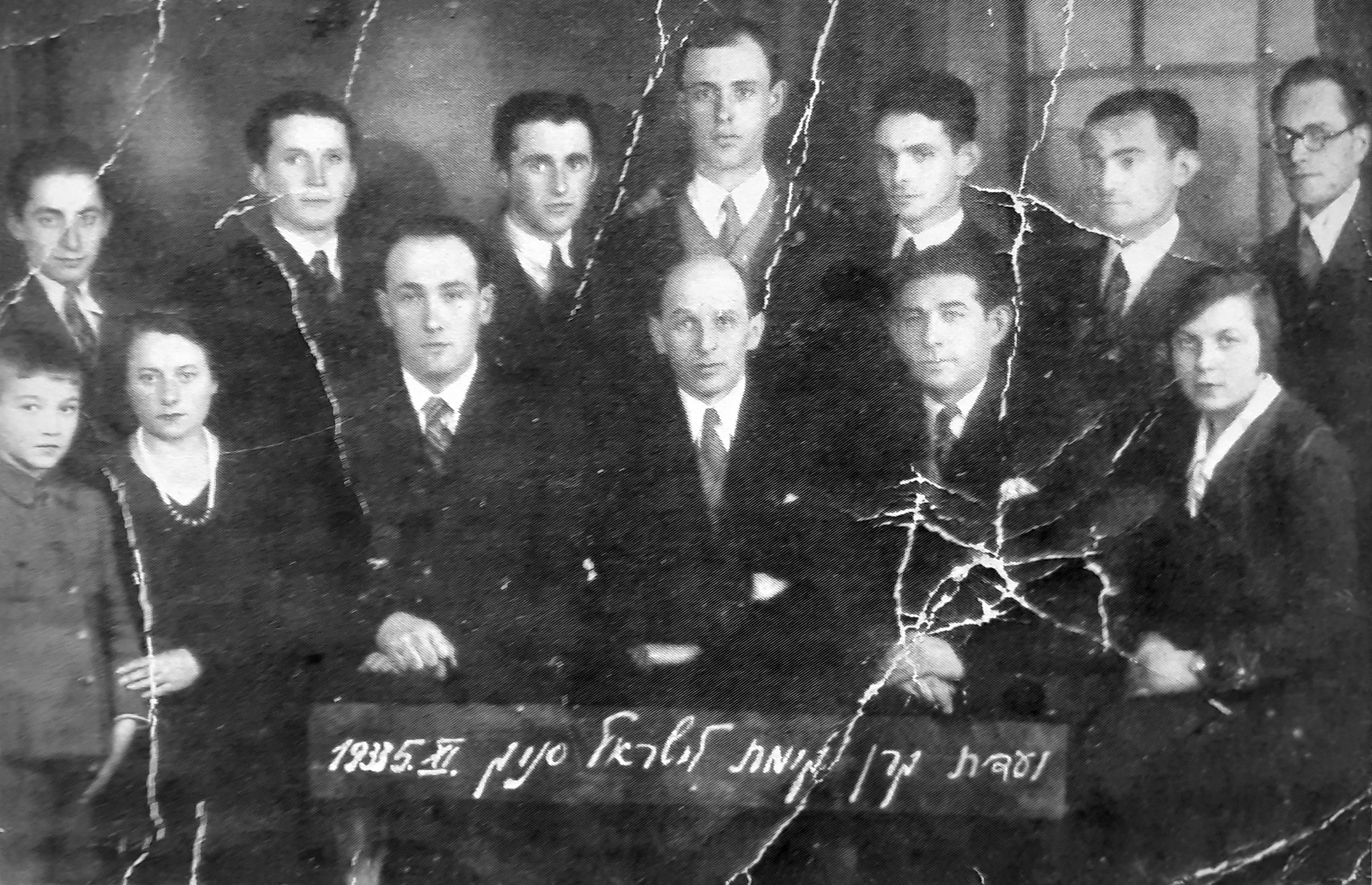
Leon Werner (u dołu trzeci od lewej) wraz z komitetem Keren Kayemet w Sanoku (1933)

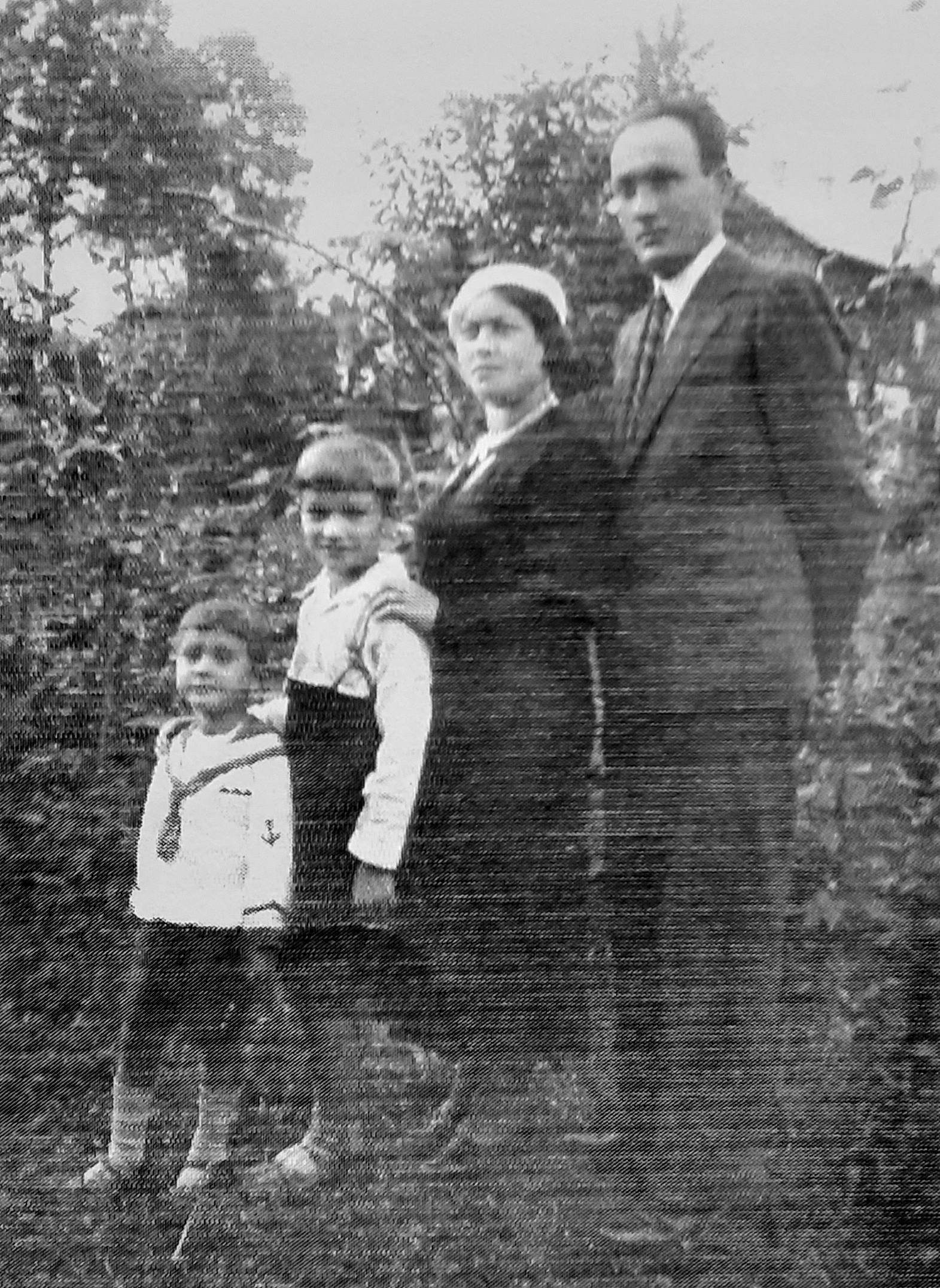
Leon Werner wraz z rodziną

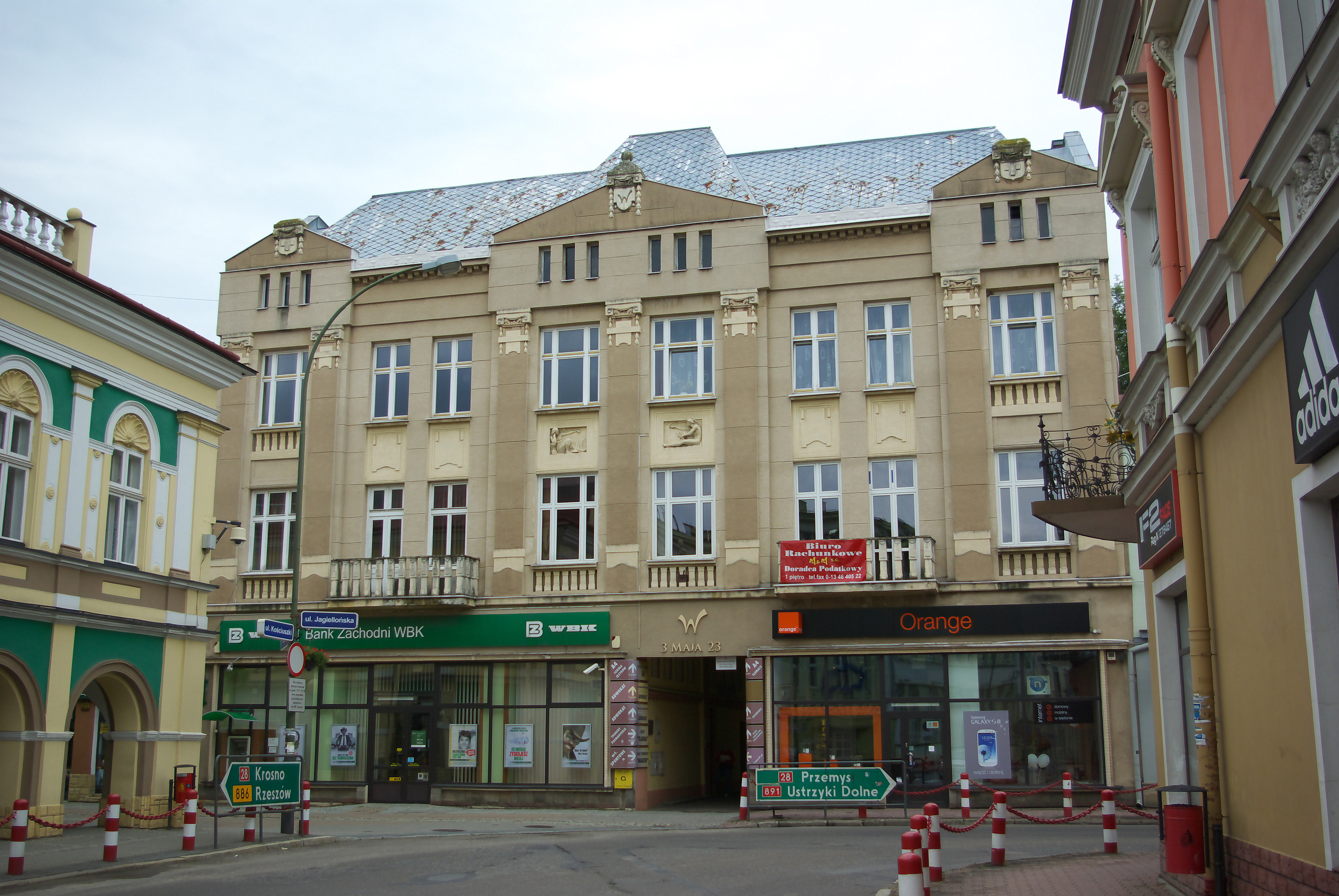
Kamienica „Weinerówka” przy ulicy 3 Maja w Sanoku

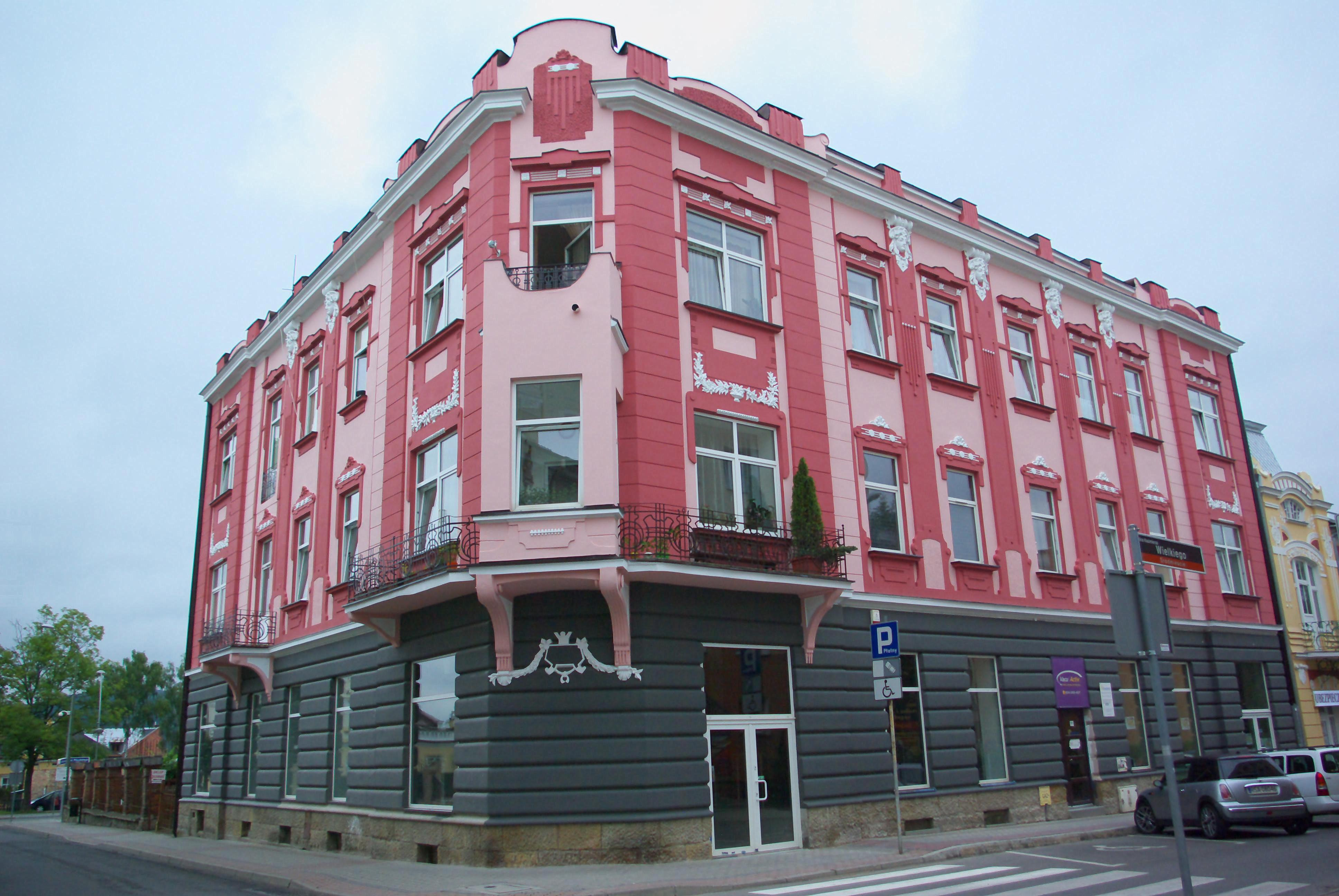
Kamienica „Bardacha” przy ulicy Kazimierza Wielkiego w Sanoku

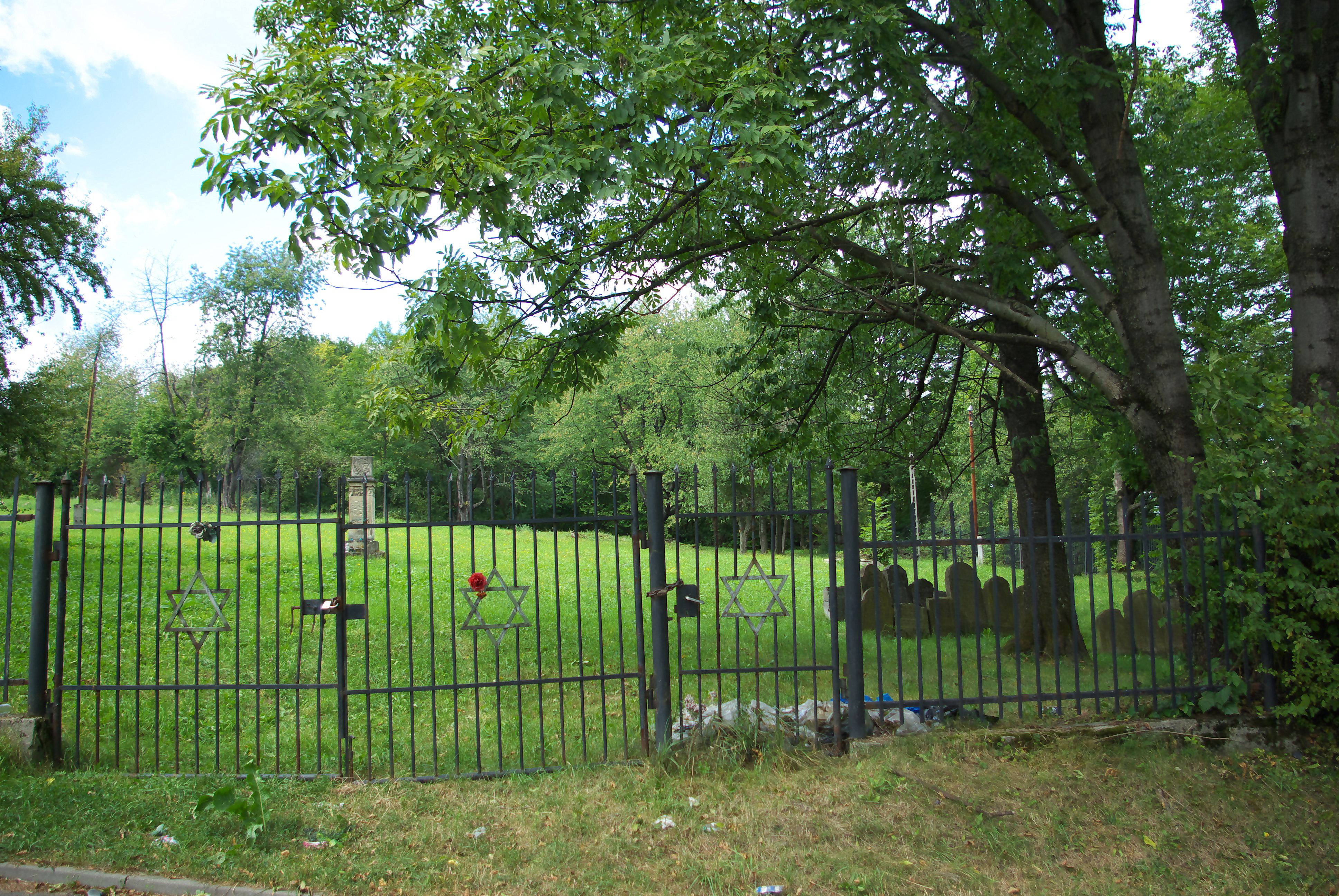
Cmentarz żydowski w Sanoku – miejsce egzekucji rodziny Wernerów

### Losy przedwojenne
Urodził się w 1901 w Górkach w rodzinie żydowskiej. Był synem Abrahama i Hadasy. Miał brata Jakowa. Nie posiadał wyższego wykształcenia. W okresie II Rzeczypospolitej zamieszkiwał w Sanoku, był kupcem, przedsiębiorcą i zajmował się interesami. Dzierżawił lasy od właścicieli ziemskich, prowadził gospodarkę drzewną wytwarzając wyroby drewniane i sprzedając je. Był też współwłaścicielem cegielni oraz wspólnikiem w założonym w 1939 przedsiębiorstwie poszukiwawczym naftę. Do 1939 był przełożonym Żydowskiego Funduszu Narodowego (Keren Kayemeth L’Israel) i przewodniczącym Zjednoczenia Młodzieży Syjonistyczej Ha-Noar ha-Cijoni. Działał z zaangażowaniem w ruchu syjonistycznym. W tym zakresie udzielał się na rzecz młodzieży, zbierał fundusze na ww. Keren Kayemeth, wspierał wyjazdy rodaków do Palestyny, wygłaszał przemowy.
Jego żona Klara (wzgl. Chaja) z domu Rauch (ur. 1902), pochodziła z Sanoka, urodziła się przy ulicy Rymanowskiej 17. Mieli synów: starszego Abrahama (ur. 1926) i młodszego Mordechaja (wzgl. Moniek, ur. 1929). Mieszkali w kamienicy przy ul. 3 Maja 23 (tzw. „Weinerówce”) – według stanu z początku lat 30., potem w kamienicy przy ul. Kazimierza Wielkiego 10 (tzw. dom „Bardacha”) – stan z 1939. Po tym jak Leon Werner był świadkiem pogromu Żydów we Lwowie, postanowił przenieść się wraz z rodziną do Palestyny, ale nie zrealizował tego planu do 1939. Porozumiewał się w języku jidysz i polskim. Do 1939 był określany zamiennie imionami Leon i Lejb, a także Arie Lejb.

### II wojna światowa
Po wybuchu II wojny światowej w pierwszych dniach września 1939 wraz z rodziną i znajomymi miał prywatnie zaaranżowanym autobusem udać na wschód, jednak plan ten nie powiódł się wskutek zarekwirowania pojazdu w Przemyślu przez polskich żołnierzy. Następnie usiłował przygotować podobną wyprawę wyjeżdżając się z innym Żydem wozem konnym, jednak porzucił ten pomysł widząc niebezpieczeństwo panujące na drogach. Po wkroczeniu Niemców do Sanoka, nastaniu okupacji i ustanowieniu w mieście władz cywilnych złożonych z Ukraińców szefujący tzw. „radą miejską” Mazur zażądał wpłaty od Żydów 50 tys. zł. kontrybucji, po czym Werner (m.in. z adwokatem dr. Izakiem Nehmerem) brał udział w próbie zbiórki całej kwoty, zaś wobec niezrealizowania tego udał się z dwoma rodakami do władz niemieckiej komendantury miasta. Tam w ich imieniu przedstawił sprawę, a w odpowiedzi usłyszał, że nie muszą uiszczać tej sumy Ukraińcom. W związku z tym został mianowany przewodniczącym Judenratu w Sanoku (powołanego na polecenie władz okupacyjnych), zaś dwaj jego towarzysze wspomnianej delegacji (Majlech Ortner i Berl Jarmark) zasiedli w składzie kierownictwa tego komitetu (innymi członkami Judenratu zostali Lejbisz Strassberg i Lejb Strenger, zaś ten ostatni i Jarmark po pewnym czasie opuścili to gremium). Werner nie został wybrany na to stanowisko oficjalnie, ale piastował je do końca życia. Jako przedstawiciel żydowskiej kongregacji uczestniczył w przeprawach przybyłych do Sanoka żydowskich uchodźców przez rzekę San na stronę pozostającą po agresji ZSRR na Polskę z 17 września 1939 pod okupacją sowiecką (gestapo przyzwoliło na takie przeprawy jednorazowo grupie około 500 ludzi przy spełnieniu wymogu przedłożenia listy uczestników). Według relacji Hadassaha Herzoga-Lezera podczas jednej z takich przepraw Werner uratował tonącą kobietę. Na co dzień członkowie Judenratu przedstawiali Niemcom listę Żydów zdolnych do pracy zgodnie z zarządzonym wymogiem. Pod koniec 1940 kierowany przez Wernera Judenrat wystąpił do Niemców z inicjatywą utworzenia w pobliskim Zasławiu obozu pracy dla żydowskich rzemieślników, który istniał potem jako Zwangsarbeitslager Zaslaw.
W 1941 Wernerowie zostali zmuszeni do opuszczenia swojego mieszkania, po czym najęli lokum o mniejszej powierzchni. Z kolejno zajmowanych mieszkań byli oni trzy razy usuwani, a finalnie trafili do getta w Sanoku. Wraz z degradacją sytuacji prywatnej także stosunki Judenratu z gestapo z początkowo względnie akceptowalnych (np. prowadzono rozmowy z funkcjonariuszami, Werner gościł u siebie w domu SS-Manna Klugego) od początku 1942 zmieniły się na gorsze. W związku z tym osłabła także rola i siły wpływu Judenratu. Wobec trwających od tego czasu w Sanoku egzekucji Żydów miejscowy Judenrat był bezradny (wcześniej skuteczne okazywały się np. przekonywania Niemców czy wręczanie im łapówek celem uwolnienia rodaków) i w tych przypadkach był jedynie obowiązany do pochowania zwłok ofiar. Po zarządzonej na 5 września 1942 masowej akcji wysiedlenia Żydów z Sanoka, wywieziono prawie 5 tys. z nich do Zasławia (potem wielu z nich przetransportowano do obozu zagłady w Bełżcu), w wyniku czego w sanockim getcie pozostało zaledwie około 200 osób. Wśród nich był Werner z rodziną (wcześniej przekazał on swoją matkę do ukrycia w jednej z wsi). Następnie uczestniczyli oni w instalacji ogrodzenia z drutem kolczastym wokół getta, a w tym okresie byli przejściowo ulokowani w pobliskich koszarach przy ul. Adama Mickiewicza w Sanoku. W tym czasie aresztowani przez gestapo i osadzeni w sanockim więzieniu zostali żona i synowie Wernera, który na żądanie Niemców dokonał wpłaty okupu i jego bliscy po pięciu dniach odzyskali wolność. Wszyscy czworo zamieszkali w niewielkim, jednopokojowym mieszkaniu na terenie getta. Werner nadal działał w Judenracie, przeniesionym na teren getta. Wobec narastającej fali eksterminacji ludności żydowskiej przygotował dla żony i synów fałszywe kenkarty, imitujące dla nich obywateli wyznania chrześcijańskiego. Planował ukryć się wraz z rodziną u znajomego chłopa na wsi.
Równolegle, przy nadarzającej się okazji jednodniowego wyjazdu swojego syna Abrahama do Lwowa (pracował on w warsztacie wojska niemieckiego w Sanoku i wystarał się o towarzyszenie sierżantowi niemieckiemu w udaniu się tam 17 września 1942) polecił mu zostać tam i znaleźć pomoc u poleconej kobiety, Paszkudzkiej, żony dr. Augusta Paszkudzkiego. Tenże plan powiódł się i wówczas 16-letni Abraham Werner opuścił sanockie getto, a we Lwowie został umieszczony przez Paszkudzką na kwaterze w mieszkaniu swojej pomocy domowej, Marii. Po wyprawieniu do Lwowa syna Leon Werner zamówił transport wozem konnym, którym miał potajemnie opuścić Sanok wraz z żoną i drugim synem. Po jego przybyciu odesłał go jednak z uwagi na swoje pozostające wypełnienia obowiązki w getcie, umawiając się z nim ponownie za dwa dni. Gdy chłop przybył ponownie do miasta, nie zastał już rodziny Wernerów. W międzyczasie, w połowie grudnia 1942 Abraham Werner z żoną i synem zostali aresztowani, osadzeni w więzieniu w Sanoku. Później zostali przewiezieni na teren nowego cmentarza żydowskiego w Sanoku i tam rozstrzelani przez Niemców (stało się to w grudniu 1942, gdy po likwidacji Judenratu jego członkowie wraz ze swoimi rodzinami byli ofiarami egzekucji w Sanoku; byli nimi Majlech Ortner z żoną i synem Motkiem oraz Lejbisz Strassberg i Trachmannowie). Według relacji Szymona Mellera (przyjaciel Abrahama Wernera, podczas okupacji zatrudniony w gestapo w Sanoku, który był świadkiem egzekucji jego krewnych), Leon Werner z rodziną zostali zadenuncjowani przez dwóch członków policji żydowskiej (Jüdischer Ordnungsdienst). Egzekucji około 18 grudnia 1942 mieli dokonać SS-Manni: Otto Kratzmann (który w 1942 aresztował żonę i synów Leona, po czym tenże opłacił okup za ich zwolnienie) oraz Müller. Obu tych SS-Mannów Meller miał zastrzelić w Zasławiu w 1943. W relacji zdarzeń, które Meller przekazał tuż po wojnie Abrahamowi Wernerowi, określił on datę egzekucji podając czas siedem dni przed Bożym Narodzeniem 1942 roku. Natomiast w późniejszych świadectwach o losie ofiar, które Abraham Werner złożył w Instytucie Jad Waszem, wskazał on datę śmierci trojga swoich krewnych na dzień 23 grudnia 1942.

### Epilog powojenny
Po wojnie osoba Leona Wernera został przywołana w wydaniu czasopisma „Hamodija” (organ partii Agudat Israel) z 18 października 1945, gdy piórem W. Szimota przywołano jego zasługi przy ratowaniu Żydów podczas okupacji oraz w książce pt. Szemen Hameor autorstwa Meira Lameda, który wspomniał o przesłaniu przez Wernera etroga na święto Sukkot do Sambora w miesiącu elul 1941 roku (około sierpnia-września), za co tamtejsza społeczność wyraziła mu wdzięczność. Wspomniany wyżej incydent z uratowaniem tonącej kobiety został opisany w książce Hadasy Leser (współpracowniczka Leona Wernera przed i po 1939) pt. Yizkor (Sefer Zikaron le-Kehilat Sanok ve-ha-Siviva; pol. Księga Pamiątkowa Sanoka i okolicy). Według historyka Edwarda Zająca sanocki Judenrat wykonywał zbrodnicze zarządzenia władz okupacyjnych i obok policji żydowskiej współdziałały z Niemcami i przygotowywały ostateczną zagładę ludności żydowskiej.
Syn Leona Wernera – Abraham (od opuszczenia domu żyjący w trakcie okupacji pod przybranym imieniem Adam) po wyjeździe z Sanoka w 1942 początkowo przebywał we Lwowie, od 1943 był zatrudniony przez Organizację Todta w Dniepropietrowsku (Niżdnieprowsk), a po ewakuacji stamtąd do III Rzeszy na początku 1944 przebywał w niemieckiej Kolonii, gdzie zbiegł z pracy na początku marca 1945. Po rychłej kapitulacji Niemiec w 1945 przebywał w Belgii. W Brukseli zbiegiem okoliczności trafił do domu żydowskiej rodziny, w której żyła nieznana mu wcześniej jego ciotka tj. siostra Leona Wernera. W pół roku po zakończeniu wojny wyjechał do Palestyny, gdzie przybył 9 września 1945. Do 1947 mieszkał w Natanii, potem w kibucu Bet Jehoszua do 1948, gdy po wybuchu I wojny izraelsko-arabskiej powołano go do służby w armii izraelskiej (Cahal), w której służył do 1951. Podczas studiów na Uniwersytecie Hebrajskim w Jerozolimie uczestniczył w trzech kolejnych wojnach. Został doktorem fizyki medycznej. Potem zamieszkał Kirjat Ono (wraz z władzami tego miasta w 2009 odwiedził Sanok i był inicjatorem podpisania w 2014 listu intencyjnego o współpracy między tym miastem i Sanokiem. Spisał swoje wspomnienia, które w 1999 wydano w języku hebrajskim pt. Revach Vechacala Mimakom Acher, potem opublikowane w języku angielskim pt. Ordeal and Deliverance, a w 2017 w języku polskim pt. Ocalenie z innego miejsca, w przekładzie Eli Barbura i nakładem Oficyny Wydawniczej Miejskiej Biblioteki Publicznej im. Grzegorza z Sanoka w Sanoku. Jak przyznał, spisał i wydał swoje wspomnienia przede wszystkim aby wystąpić w obronie ojca, który stojąc na czele Judenratu (...) napiętnowany został przez Niemców mianem „Ältestenrat der Juden”.